# Bracon musicalis
Bracon musicalis är en stekelart som beskrevs av Joseph Kriechbaumer 1900. Bracon musicalis ingår i släktet Bracon och familjen bracksteklar. Inga underarter finns listade.